# ماغوك بريس
ماغوك بريس: (بالفرنسية Maroc-Presse)، هي صحيفة مغربية ناطقة بالفرنسية كان مقرها الدار البيضاء، تأسست عام 1949. كانت إخبارية عامة خلال فترة الحماية في المغرب . شكلت إحدى الصحف الإصلاحية التي أيدت عمل الليبراليين المغاربة. سعت هذه الجريدة إلى أن تكون متميزة عن تلك المؤيدة للاستعمار الفرنسي والتي كانت خاضعة لرجل الأعمال الفرنسي بيير ماس.

## التاريخ
بعد الحرب العالمية الأولى ، استحوذت النقابات العمالية المغربية على صحيفة (Le Petit Marocain) اليومية، التي كان يملكها بيير ماس، بموجب أمر من الحكومة المؤقتة لعام 1944 القاضي بحل الاحتكارات الحاصلة في ميدان الصحافة، جاءت المبادرة من ثلاثة من موظفيها، أبرزهم رئيس تحريرها أنطوان مازيلا، الذي كان مساندا للمغرب واستقلاله وواحدا من الليبيراليين المغاربة، مما عرضه للكثير من الأخطار والمضايقات.
بعد سنوات قليلة استقال أنطوان من تلك الجريدة احتجاجًا على سيطرة الحزب الشيوعي الفرنسي ورقابته عليها  وكذا على محاولات إضعافها من حيث الإشهار، بعدما أصبحت مرة أخرى في ملكية مالكها السابق بيير ماس الذي أعاد شراءها من جديد، ولكن دون التمكن من التوصل إلى تكوين فريق منسجم وموحد ومنسق مع أنطوان مازيلا لمواصلة نشر الجريدة بشكل يومي. كل ذلك دفع المستعمرين الفرنسيين إلى التفكير في إنشاء يومية أخرى، ليتم في الأخير اعتماد ومباركة جريدة "ماغوك بريس"(Maroc Presse).
هكذا إذن تم إنشاء جريدة (Maroc-Presse) في يونيو 1949 بعدما أدمجت فيها صحيفتين يوميتين أخريين باللغة الفرنسية. حظيت الجريدة بتمويل كبير من عائلة جان والتر، الناشطة في قطاع التعدين، التي كانت تمول أيضا صحفا إصلاحية أخرى في المغرب.
عين أنطوان مازيلا المعروف بمواقفه المساندة لاسقلال المغرب رئيس تحرير لها، والذي رغم التهديدات التي كان يتعرض لها، إلا أنه تمكن برفقة هنري سارتوت، القائد السابق للجيش الفرنسي والرئيس الفخري للمحاربين القدامى في الهند الصينية من جعل هذه الجريدة "رأس الحربة" في الحركة الليبرالية من أجل استقلال المغرب.
في بداية عام 1953، عندما أقدمت القوة الاستعمارية الفرنسية على عزل سلطان المغرب محمد الخامس ثم نفيه إلى كورسيكا ومنها إلى مدغشقر في غشت من نفس السنة، كانت صحيفة "ماغوك بريس" الوحيدة التي عارضت هذا النفي.
أحدث نفي محمد الخامس في غشت 1953 تحولا كبيرا في تاريخ الجريدة، حيث اعتمدت خطاً تحريرياً جديدا عكس رأي الأوساط الليبرالية الفرنسية التي كانت تدعو إلى ضرورة إعادة النظر في العلاقات بين المغرب وفرنسا.
في 11 مايو 1954، عرضت جريدة (Maroc-Presse)على صدر صفحتها الأولى رسالة إلى رئيس الجمهورية الفرنسية رينيه كوتي، هذه الرسالة مثلت نقطة تحول  في إنهاء الاستعمار، حيث وقعت الرسالة 75 شخصية طالبت بتغيير السياسة الاستعمارية الفرنسية بالمغرب،  كما وجهت أصابع الاتهام إلى البلطجية التي اعتُمدت سياسة للتعامل مع المغرب لعدة سنوات والتي حسب رأي هذه الشخصيات تجازف وتمنع أي تقارب بين الفرنسيين والمغاربة.
كان من بين الموقعين على هذه الرسالة أصدقاء كثر للمغرب معارضون للسياسة الاستعمارية الفرنسية بالمغرب، تلك السياسة التي انتقدها الكاتب فرنسوا مورياك، الذي كان قد انضم لتوه إلى صحيفة ليكسبريس، التي تأسست في مايو 1953 في باريس.
تم استهداف أنطوان مازيلا بهجومين في المغرب، وطرد الموقعون الآخرون من عملهم. أصبحت "رسالة الـ 75" هذه نقطة البداية لميلاد حركة "الوعي الفرنسي"، التي تم إنشاؤها للمطالبة بإصلاحات عميقة ، حيث طالبت رئيس مجلس الوزراء ووزير خارجية فرنسا الأسبق بيير منديس فرانس بإطلاق سراح المناضلين بسرعة في يونيو 1954.
كان كريستيان داربور، واحدا من أكثر الأشخاص نشاطا ضمن هذه المجموعة من الفرنسيين التي تسمى "الليبراليين" والتي كانت تدعم استقلال المغرب، كان جزءًا من فريق تحرير (Maroc-Presse) كما شارك أيضًا في كتابة أسبوعية الاستقلال، التي كانت لسان حزب الاستقلال الناطقة بالفرنسية حينذاك، إلى جانب المهدي بن بركة ومحمد بوستةوعبد الرحيم بوعبيد، قبل أن يصبح مراسلا لوكالة يونايتد بريس انترناشونال ثم جريدة لوموند.
في أبريل 1955 تم شراء الصحيفة اليومية (Maroc Express) من قبل جاك لوميكر دوبروي، رئيس شركة لوسيور للزيوت، ولكن بعد شهرين اغتيل في الدار البيضاء في 11 يونيو 1955 بسبب مواقفه المعارضة للاستعمار الفرنسي والمساندة لاستقلال المغرب.
وجهت الصحيفة أصبع الاتهام في اغتيال مالكها لوميكري على وجه الخصوص إلى فيليب بونيفاس، حاكم منطقة الدار البيضاء، لتقاعسه عن تعقب المتورطين في حادث الاغتيال، بل ومساعدتهم على الإفلات من العقاب. دفع لوميكري دوبروي روحه ثمنا للمقالات الافتتاحية التي كان يكتبها والتي كان لها تأثير كبير على الرأي العام في المغرب. كما أنه جعل الجريدة منتدى مفتوحًا، تعبر فيه شخصيات مقربة من الاستقلال  عن نفسها.
بعد استقلال المغرب عام 1956 ، فضلت الصحيفة الإغلاق، وهكذا أعلنت (Maroc-Presse) في نهاية أبريل 1956 توقفها عن النشر  عندما أصبحت لا تطبع سوى حوالي عشرين ألف نسخة في اليوم مقابل خسائر مالية كبيرة.